# 比爾斯普林斯 (喬治亞州)
比爾斯普林斯（英語：Beall Springs）是位於美國喬治亞州沃倫縣的一個非建制地區。該地的面積和人口皆未知。

## 地理
比爾斯普林斯的座標為33°18′33″N 82°42′58″W / 33.30917°N 82.71611°W，而該地的平均海拔高度為111米（即430英尺）。